# Coulon (Fluss)
Der Coulon (in der oberen Hälfte seines Verlaufs Calavon genannt) ist ein Fluss in Frankreich, der in der Region Provence-Alpes-Côte d’Azur verläuft. Er entspringt im Gemeindegebiet von Banon, entwässert anfangs in südlicher Richtung, schwenkt dann nach Westen ein und mündet nach insgesamt rund 87 Kilometern nordwestlich von Cavaillon als rechter Nebenfluss in die Durance. Der Coulon durchquert auf seinem Weg die Départements Alpes-de-Haute-Provence und Vaucluse sowie den Regionalen Naturpark Luberon.

## Hydrologie
Die Wasserführung wechselt immer wieder zwischen Perioden der Trockenheit und normaler Wasserführung. Hochwassersituationen sind kaum vorhersehbar und zeigen oft katastrophale Auswirkungen, wie zuletzt im Dezember 2008.
In den Jahren um 1980 erlangte er eine gewisse Berühmtheit, weil er als „am stärksten verschmutzter Fluss in Frankreich“ bezeichnet wurde, da er durch die Abwässer aus den Fabriken in der Stadt Apt, die für die Produktion kandierter Früchte berühmt ist, als schwarzer, stinkender Abwasserkanal verkam. Sein Zustand hat sich bis heute erheblich verbessert, da dank der medialen Aufarbeitung von Hans Silvester und den Aktionen des Regionalen Naturparks Luberon in Wasseraufbereitung und Verbesserung der Wasserqualität des Flusses und seiner Nebenflüsse investiert wurde.

## Nebenflüsse

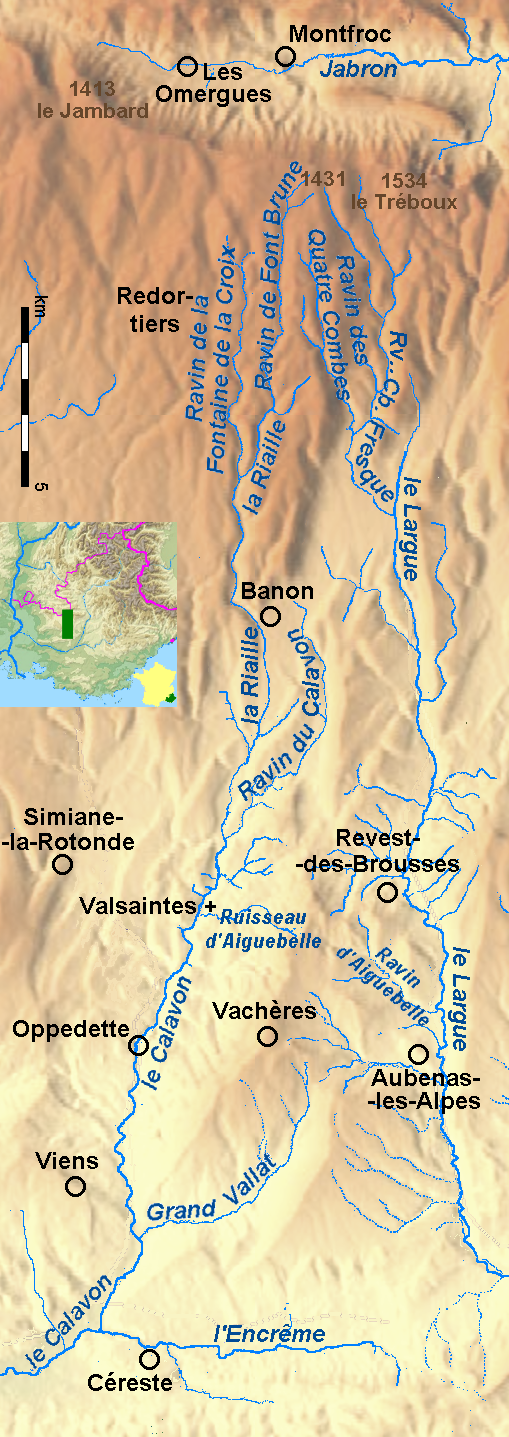
Oberläufe der Durance-Nebenflüsse Cavalon (mit längerem oberen Zufluss Riaille), Largue und Jabron

– Reihenfolge flussabwärts –
- rechts nach 9 km: Riaille (20,7 km, X3400500)
- links: Aiguebelle (Calavon) (3,1 km, SANDRE X3410520)
- links: Grand Vallat (Calavon) (8,3 SANDRE X3410700)
- links: Encrême (10,5 km, SANDRE X3420520)
- rechts: Doa (15,9 km, SANDRE X3440500)
- rechts: Riaille (Apt) (7,8 km, SANDRE X3450540)
- rechts: Urbane (Fluss) (8,7 km, SANDRE X3460500)
- links: Raille (Calavon) (5,3 km, SANDRE X3460680)
- rechts: Imergue (16,8 km, SANDRE X3470500)

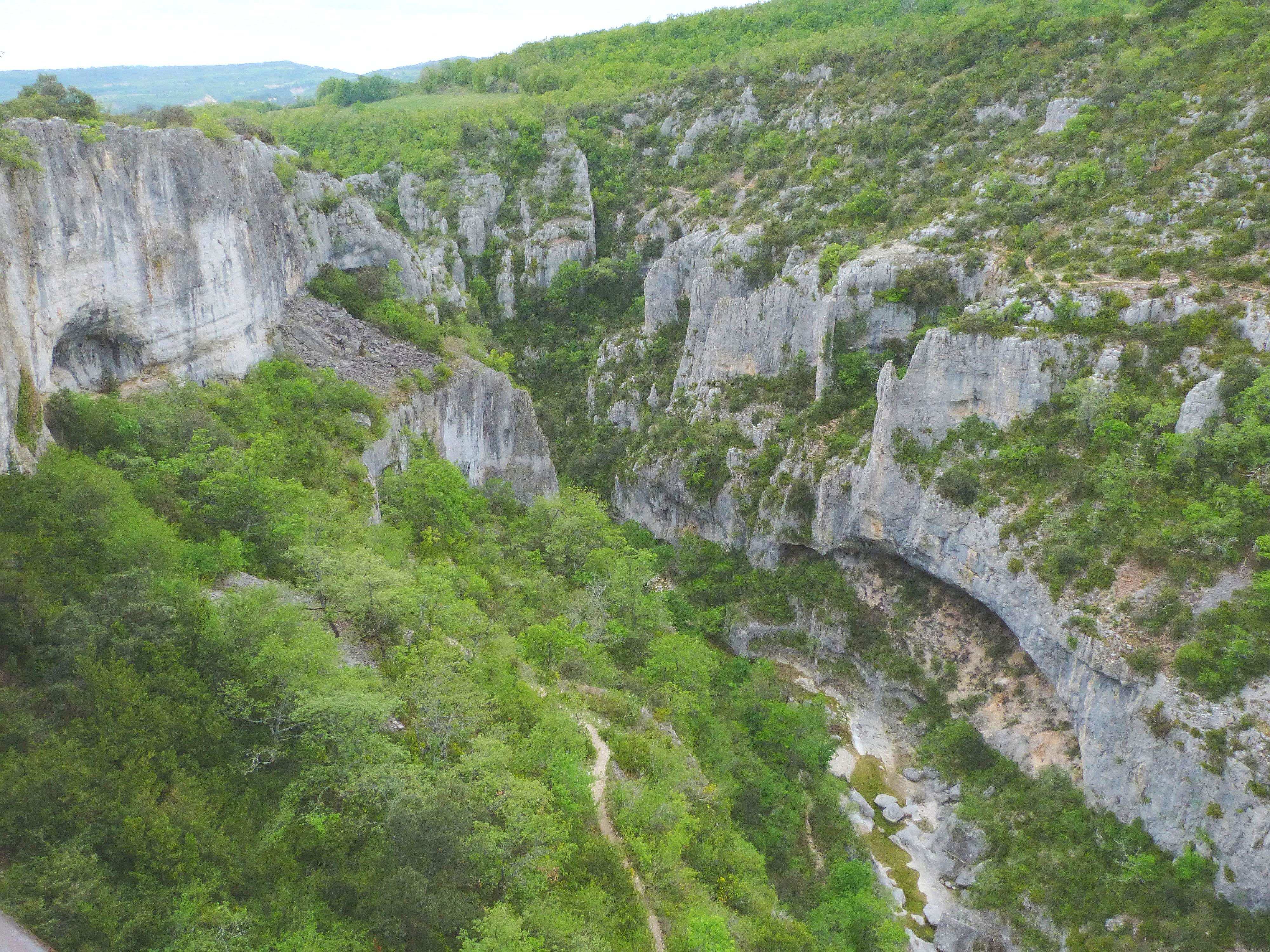
Schlucht des Calavon bei Oppedette

## Orte am Fluss
– Reihenfolge flussabwärts –
- Banon
- Valsaintes (ehem. Abtei)
- Oppedette
- Viens
- Céreste
- Rustrel
- Apt
- Cavaillon

## Sehenswürdigkeiten
- Imposante Schluchten Gorges d'Oppedette südlich des Ortes Oppedette
- Römische Brücke Pont Julien über den Coulon